# 新垣寿子
新垣 寿子（あらかき ひさこ、1977年8月8日 - ）は、沖縄県中頭郡読谷村出身のタレント育成講師、振付師、アーティスト、プロデューサー、演出家、作詞家、脚本家。ダンススクール『Dance＆Family』代表。SUPER MONKEY'Sの元メンバー。沖縄アクターズスクール出身。

## 経歴
1987年（昭和62年）Janet Jacksonに憧れて10歳で沖縄アクターズスクールに入学。歌とダンスを習い始めて、1992年（平成4年）15歳に安室奈美恵、牧野アンナ、澤岻奈々子（Nana）、天久美奈子（Mina）とともに『SUPER MONKEY'S』の結成メンバーとして選出され、4枚目のシングルまで活動。シングル『ミスターUSA』『恋のキュートビート』『ダンシング・ジャンク』『愛してマスカット』『PARADISE TRAIN』を担当して、1994年（平成6年）にグループ脱退。1997年（平成9年）まで沖縄アクターズスクールでダンスチーム『B.B.WAVES』に所属。 DanceTeamリーダーを務めた。
引退後、更なるステージを目指す為、本場ニューヨークのエンターテイメントを学び、様々なダンスコンテストに出場。1997年（平成9年）にアメリカ・ニューヨークのアポロ・シアターでのダンスバトルで優勝を果たし、日本武道館で開催されたB.B.WAVESのコンサートに出演、振り付けや演出助手も担当した。同年、沖縄アクターズスクールを卒業。
1997年から2000年（平成12年）まで沖縄アクターズスクールのインストラクターに転身。山田優らが所属したダンス・ポップ・ユニットのy'z factoryのデビューシングル『Brand new start』の振り付けや、DMX、エリカ・バドゥ、K-Ci & JoJo、ジョー、イヴのオープニングアクトを務めるなどキャリアを積んだ。HI-SAとしても歌手活動を行う。
2001年（平成13年）沖縄からスターになる子を育てたい、自分磨きのためにアメリカでダンスを学びたいと沖縄アクターズスクールを離れる。資金をためるため東京に上京するが、アメリカ同時多発テロ事件で断念する。その後、県人会で出会った今の夫と結婚して2児の妻となった。
2002年（平成14年）から2007年（平成19年）まで育児休業したのち、2007年（平成19年）にAKB48『大声ダイヤモンド』から振付師として復帰した。SUPER MONKEY'Sでともに活動した牧野アンナに師事し、牧野と高良舞子との3人チームでAKB48の『ヘビーローテーション』『フライングゲット』などの振付を行い、単独でもAKB48をはじめ、 SKE48、 SDN48、 NMB48のカップリング曲や公演曲などの振付を担当している。
2007年（平成19年）東京都杉並区にダンススクール『Dance&Family』を開設。歌手、ダンサー等の育成をはじめる。2015年から2017年まで、ロサンゼルス、ニューヨークへ歌、ダンス、ミュージカルを学びに海外留学。2017年から歌手活動を再スタートした。
2017年（平成29年）からは舞台の振付でも活躍。Joy kids theater、Broadway Musical『the WIZ』、MAX NANA主演『JustDoIt』。
2018年（平成30年）末に芸能界引退を発表した安室奈美恵に「小学生の頃に沖縄アクターズスクールで出会い一緒にデビューしてお互い別々の道を重ねてきた25年。ずっと並々ならぬ努力をしてきたからこそ、世界中に感動を与え続けて偉大な功績を残してきたと思います。安室奈美恵というアーティストと同じグループだった事が誇りです。どんな新しい安室奈美恵でまた私達の前に現れるのか楽しみにしています。」とコメントを寄せた。
2021年（令和4年）OBP3rdアルバム「Scramble」で振付師を卒業。最後の作品となった。
牧野アンナを師事としてAKB48グループだけでも振付137曲を担当。振付代表作品は、NMB48『カモネギックス』。NHK紅白歌合戦では2年連続でNMB48『カモネギックス』『イビサガール』、SKE48『不器用太陽』の振付を担当。また牧野アンナを師事としてAKB48『ヘビーローテーション』『フライングゲット』の振付サポートを担当した。
現在はデビューを目指す全国のアイドルやアーティストにダンスボーカルのメソッドを指導中。若手ダンサー、振付師のキャスティングも行っている。個人スキルをあげるためOMEGA、大野えり等から歌を学んだり都内や海外でダンスを学んでいる。

## 人物
- Kiroroと親友。メンバーの玉城千春とは幼馴染。映画のイベントにサプライズで駆け付けた新垣に玉城千春と金城綾乃は大号泣。新垣を前にヒット曲『Best Friend』を歌い上げた[8]
- 10人家族で育つ。物心つく前から歌うことが好きで小学校5年生のときに沖縄アクターズスクールのオーディションを受験して合格。3カ月後に安室奈美恵が入学してきた。[4]
- 影響を受けたダンサーはジャネット・ジャクソン。『Rhythm Nation』のミュージックビデオは安室とビデオテープが擦り切れるまで研究した[4]。

## 主な振付アーティスト／作品
- AKB48
  - 『大声ダイヤモンド』（牧野アンナ、高良舞子と共作）
  - 『10年桜』（牧野アンナ、高良舞子と共作）
  - 『涙サプライズ!』（牧野アンナ、高良舞子と共作）
  - 『飛べないアゲハチョウ』
  - 『君のことが好きだから』
  - 『ひこうき雲』
  - 『マジスカロックンロール』
  - 『choose me!』
  - 『マジジョテッペンブルース』
  - 『ヘビーローテーション』（牧野アンナ、高良舞子と共作）
  - 『ラッキーセブン』
  - 『予約したクリスマス』
  - 『ヤンキーソウル』
  - 『フライングゲット』（牧野アンナ、高良舞子、朱染かれんと共作）
  - 『青春と気づかないまま』
  - 『ノエルの夜』
  - 『スイート&ビター』
  - 『show fight!』（花田梢と共作）
  - 『スクラップ&ビルド』
  - 『とっておきクリスマス』
  - 『さよならクロール』（牧野アンナ、高良舞子、三ツ井裕美、武田舞香と共作）
  - 『How come ?』
  - 『細雪リグレット』
  - 『鈴懸なんちゃら』（牧野アンナ、高良舞子、三ツ井裕美、武田舞香と共作）
  - 『KONJO』
  - 『ラブラドール・レトリバー』（牧野アンナ、高良舞子、三ツ井裕美、武田舞香、NAOと共作）
  - 『愛しきライバル』
  - 『2人はデキテル』
  - 『誰かが投げたボール』
  - 『教えてMommy』（三ツ井裕美と共作）
  - 『Ambulance』
  - 『目を開けたままのファーストキス』
  - 『Reborn』（牧野アンナと共作）
  - 『春の光 近づいた夏』
  - 『ヤンキーロック』
  - 『Summer Side』
  - 『カフカとでんでんむChu!』
  - 『水の中の伝導率』
  - 『ヤンキーマシンガン』（飯田洋平と共作）
  - 『君を君を君を…』
  - 『金の羽根を持つ人よ』
  - 『恋をすると馬鹿を見る』
  - 『LOVE TRIP』（牧野アンナ、三ツ井裕美と共作）
  - 『岸が見える海から』
  - 『清純タイアド』
  - 『#好きなんだ』（牧野アンナ、武田舞香、三ツ井裕美、岡田尚子と共作）
  - 『自分たちの恋に限って』
  - 『百合を咲かせるか?』
  - 『少女たちよ』
  - 『ここにいたこと』
  - 『檸檬の年頃』
  - 『After rain』
  - 『シャワーの後だから』
  - 『愛の存在』
  - 『Conveyor』
  - 『彼女』
  - 『誰が私を泣かせた?』

- AKB48（公演曲・その他）
  - 『JK眠り姫』
  - 『黒い天使』（三ツ井裕美と共作）
  - 『恋愛禁止条例』
  - 『ツンデレ!』
  - 『switch』
  - 『AKB参上!』
  - 『ナミダの深呼吸』
  - 『負け男』
  - 『RESET』
  - 『洗濯物たち』
  - 『制服レジスタンス』（増田哲治と共作）
  - 『奇跡は間に合わない』
  - 『心の端のソファー』
  - 『オケラ』
  - 『星空のミステイク』
  - 『引っ越しました』
  - 『チームB推し』
  - 『初恋は実らない』
  - 『心の羽根』（PaniCrew 笠原康哉と共作）
  - 『奇跡のドア』
  - 『恋のお縄』
  - 『突っ張る理由』
  - 『重力シンパシー』（牧野アンナ、高良舞子と共作）
  - 『誰が2人を出会わせたのか?』

- SKE48
  - 『なんて銀河は明るいのだろう』
  - 『キスだって左利き』（高良舞子、武田舞香と共作）
  - 『石榴の実は憂鬱が何粒詰まっている？』（YOSHIKOと共作）
  - 『不器用太陽』 ※NHK紅白歌合戦出演
  - 『DA DA マシンガン』
  - 『チキンLINE』
  - 『ハッピーランキング』
  - 『ゼロベース』
  - 『Nice to meet you!』
  - 『ボウリング願望』

- NMB48
  - 『カモネギックス』 ※NHK紅白歌合戦出演
  - 『君と出会って僕は変わった』
  - 『高嶺の林檎』　※TBS日本有線大賞出演
  - 『プロムの恋人』
  - 『水切り』
  - 『山へ行こう』
  - 『電車を降りる』
  - 『夏の催眠術』
  - 『君にヤラレタ』（川満愛と共作）
  - 『休戦協定』
  - 『右にしてるリング』
  - 『イビサガール』 ※NHK紅白歌合戦出演
  - 『Don't look back!』
  - 『ハート、叫ぶ。』
  - 『青い月が見てるから』
  - 『Radio name』
  - 『ここにだって天使はいる』
  - 『何度も狙え！』
  - 『おNEWの上履き』（花田梢と共作）
  - 『この世界が雪の中に埋もれる前に』
  - 『ジッパー』（久保田菜々と共作）
  - 『初めての星』
  - 『100年先でも』（島貫陽代と共作）
  - 『ドガとバレリーナ』（光栄と共作）
  - 『不毛の土地を満開に…』（光栄と共作）

- HKT48
  - 『今がイチバン』
  - 『Go Bananas!』
  - 『人差し指の銃弾』

- NGT48
  - 『残酷な雨』

- SDN48
  - 『GAGAGA』（牧野アンナと共作）
  - 『愛、チュセヨ』
  - 『アバズレ』
  - 『1ガロンの汗』
  - 『誘惑のガーター』
  - 『孤独なランナー』

- DiVA
  - 『泣ける場所』

- =LOVE
  - 『僕らの制服クリスマス』（高良舞子と共作）[9]
  - 『ようこそ！イコラブ沼』
  - 『樹愛羅、助けに来たぞ』[10]

- Someday Somewhere
  - 『この恋はトランジット』（高良舞子と共作）

- 玉城千春
  - 『神様』

- MYNAME
  - 『HELLO AGAIN』（RYOと共作）
  - 『To the place』
  - 『最後のLabyrinth』

- NOW ON AIR
  - 『この声が届きますように』
  - 『風が吹いた』
  - 『キボウノカケラ』
  - 『恋する夏ワンピ』
  - 『わたし的Progress』
  - 『restart my resolution』
  - 『ゴンドラの唄』
  - 『GO!FIGHT!WIN! GO FOR DREAM!』
  - 『君が好きで好きでダメだよ』
  - 『星屑の在り処』
  - 『StartingStation』
  - 『純情PhantomThif』

- OBP
  - Base make
  - M心
  - 南風
  - past flower
  - イデオロギー
  - Happy birthday
  - アイドルになんて
  - 大本命
  - おこづかい
  - 君のそばに
  - 遠距離
  - AENAI
  - 時速1225km
  - メンヘラうさぴょん
  - 冷凍メイド
  - Secound lover
  - ツインテール
  - 責任者を呼んでこい
  - ONE SCEAN
  - ほらおいでよ
  - ReWORLD

- アイドールズ!（3DCGアニメ）
  - WE ARE THE ONE
  - 夢見ても冷めても
  - Special story

- ワッチャプリマジ!
  - 私のミラクルステージ
  - 本気の夢ストーリー

- ハラ塾DREAMMATE 
  - Days
  - HORIZON
  - Agitation
  - Remember me
  - Happy×2 Mind
  - メヲトジテ
  - Stand up (with ami)

## 主な振付CM
- 乃木坂46 はるやまフレッシャーズ2017
- AKB48 セブンイレブンクリスマス2010,2011,2012
- バイトAKB バイトルローテーション2014
- 塚本まり子（大人AKB）グリコPAPICO

## 主な振付テレビ番組
- NHK紅白歌合戦（NHK） - NMB48『カモネギックス』『イビサガール』、SKE48『不器用太陽』
- 音楽の時間MUSIC HOUR（フジテレビ） - NMB48『Don't look back!』
- 日本有線大賞（TBS） - NMB48『高嶺の林檎』
- ミュージックステーション（テレビ朝日） - NMB48『イビサガール』、SKE48『不器用太陽』『チキンLINE』
- AKBINGO（日本テレビ） - AKB48グループ『君の事が好きだから』『少女たちよ』ほか
- AKB48 SHOW!（NHK） - AKB48グループ『choose me』『清純タイアド』ほか
- ぴったんこ！ねこざかな（テレビ東京） - 番組挿入歌『ねこざかなダンシング』
- キミコエオーディション2016・2018（CSファミリー劇場） - ファイナリスト育成、指導者として出演
- アイドールズ!（BS朝日）

## 主な振付ライブ
- MAX LIVE CONTACT FOXY LADY2017
- MAX NANA主演舞台 JustDoIt 2017
- Joy kids theater 出演   BroadwayMusical 「the WIZ 」2017
- Joy kids theater 出演  DisneyMusical 「High school musical2」2017
- MYNAME TOUR「The Greatest Stories」2015
- 原宿駅前パーティーズ　(2015年START)
- AKB48 チームK  RESET公演(2010年3/12初日）
- NMB48  チームN ここにだって天使はいる公演(2013年11/19初日)
- AKB48グループのライブツアー・リクエストアワーベスト100・全国ツアー・卒業コンサート・春コンほか多数（2009年～現在）
- NOW ON AIR（2016年～現在）
- 南端まいな（2018年～現在）
- ハラ塾DREAMMATE（2018年～現在）
- 加治ひとみ a-nation2018
- 眉村ちあき 褒められている（2019年6月4日）

## 主な振付劇場公演
- AKB48グループ劇場公演
  - A5th恋愛禁止条令公演：JK眠り姫/黒い天使(with 三ツ井裕美)/恋愛禁止条令/ツンデレ/Switch /涙の深呼吸/AKB参上
  - K6th RESET公演：RESET /洗濯物たち/制服レジスタンス/心の端のソファー/オケラ/星空のミステイク/引っ越ししました/檸檬の年頃/前座ガールズ
  - B5thシアターの女神公演：チームB推し
  - KⅡ5thラムネの飲み方公演：Nice to meet you/ボーリング願望
  - Nここにだって天使はいる公演：青い月が見ているから/Radio name/ここにだって天使はいる/初めての星/
  - 何度も狙え/この世界が雪の中に埋もれる前に/ドガとバレリーナ(with 光栄)/不毛の土地を満開に(with 光栄）/おNEWの上履き（with KOZUE）/100年先でも(with HARUYO)/ジッパー(with NANA)
  - A7th M.T.に捧ぐ公演：負け男
  - チームE薔薇の儀式公演：美しい狩り/恋のお縄
  - NⅢ3rd誇りの丘公演：残酷な雨
  - SDN48誘惑のガーター公演：Saturday night party /誘惑のガーター/じゃじゃ馬レディー/孤独なランナー
- 原宿駅前パーティーズ劇場公演
  - 原宿乙女：Morning train/Gleeks/Bad Anniversary/FINAL/Neo Movement/三行半/Stranger in the night/エクスクラメーション!!!/プラネタリウム
  - ふわふわ：ダンシングヒーロー（荻野目洋子）
  - 原駅ステージA：SPEEDメドレー
  - PINK DIAMOND：DA PUMPメドレー

## 歌手活動
JAZZ、SALSAを中心に活動
- 2017年9月 Arakaki Hisako First solo LIVE
- 2017年11月 大野えり一門会JAZZ LIVE
- 2018年9月 Arakaki Hisako 2nd solo LIVE
- 2018年11月 大野えり一門会JAZZ LIVE出演
- 2019年 ゲスト、LIVE出演多数

## ダンサー出演
- ニューヨーク『アポロシアターソロダンスバトル』で優勝。ほか多数ダンスコンテストに出場
- 荻野目洋子『ダンシング・ヒーロー[New Dance Ver.]MV  https://www.youtube.com/watch?v=hf4kyTBbbH4
- AKB48『涙サプライズ』MV　https://www.youtube.com/watch?v=pKQlKygAMrg
- AKB48『春の光近づいた夏』MV　https://www.youtube.com/watch?v=j0nHp9WOJss
- 眉村ちあき『スクワットブンブン』MV　https://www.youtube.com/watch?v=Yr4Pjq9pPss

## 主な育成アーティスト

### デビュー前のタレント育成、ダンス指導
- Folder(三浦大知・AKINA・満島ひかり)
- Y'sfactry(山田優)
- SPEED
- 知念里奈
- 48グループ（AKB48、SKE48、NMB48、HKT48、NGT48、STU48、JKT48、チーム8）
- NOW ON AIR
- ハラ塾DREAMMATE
- 原宿駅前パーティーズ（ピンクダイヤモンド・原駅ステージA・ふわふわ・原宿乙女）
- sweety
- OBP
- 沖縄電子少女彩
- 加治ひとみ
- 南端まいな

### ダンサー、振付師育成
- 三ツ井裕美（元SDN48、現在振付師、ヨガインストラクター）
- 飯田洋平（ダンサー、振付師、演出家）
- 本田梨乃（女優、タレント、ダンス講師

## 審査員
- 次世代ヒロイン声優発掘プロジェクト「キミコエ・オーディション」（主催・東北新社）[11]